# Спарсбак
Спарсбак (фр. Sparsbach) — коммуна на северо-востоке Франции в регионе Гранд-Эст (бывший Эльзас — Шампань — Арденны — Лотарингия), департамент Нижний Рейн, округ Саверн, кантон Ингвиллер. До марта 2015 года коммуна административно входила в состав упразднённого кантона Ла-Птит-Пьер (округ Саверн).
Площадь коммуны — 13,58 км², население — 248 человек (2006) с тенденцией к росту: 256 человек (2013), плотность населения — 18,9 чел/км².

## Население
Население коммуны в 2011 году составляло 263 человека, в 2012 году — 261 человек, а в 2013-м — 256 человек.
| 1962 | 1968 | 1975 | 1982 | 1990 | 1999 | 2006 | 2008 | 2011 | 2012 | 2013 |
| ---- | ---- | ---- | ---- | ---- | ---- | ---- | ---- | ---- | ---- | ---- |
| 153  | 156  | 164  | 157  | 152  | 191  | 248  | 253  | 263  | 261  | 256  |

Динамика населения:

## Экономика
В 2010 году из 157 человек трудоспособного возраста (от 15 до 64 лет) 128 были экономически активными, 29 — неактивными (показатель активности 81,5 %, в 1999 году — 65,1 %). Из 128 активных трудоспособных жителей работали 119 человек (64 мужчины и 55 женщин), 9 числились безработными (четверо мужчин и 5 женщин). Среди 29 трудоспособных неактивных граждан 7 были учениками либо студентами, 17 — пенсионерами, а ещё 5 — были неактивны в силу других причин.